# Yano (gruppo musicale)
Yano è un gruppo folk / punk rock filippino formato nel 1992. I membri della band erano originariamente Dong Abay alla voce ed Eric Gancio alla chitarra. In seguito Onie Badiang si unì a loro per suonare il basso. Nowie Favila solitamente era il batterista ma ha rifiutato di unirsi al gruppo a causa di impegni con Ang Grupong Pendong. Gli altri batteristi della band erano Nonong Timbalopez, Harley Alarcon e Jun Nogoy. La band ha preso il nome quando Abay ha letto una voce nel Talahulugang Pilipino, un vecchio dizionario tagalog. Yano in tagalog significa "semplice", un termine spesso usato dai parlanti tagalog nella provincia di Quezon. Il gruppo si sciolse nel 1997 dopo che Abay lasciò la band.
Nel 2007, Gancio ha fatto rivivere Yano come one-man band, anche se ha continuato a usare i sideman come musicisti di supporto per le esibizioni dal vivo. Negli anni successivi, Gancio mentre cantava e suonava la chitarra era accompagnato da JR Madarang al basso e da Ronald Madarang alla batteria. Nel 2013, Yano pubblica il quarto album in studio intitolato Talâ (Star).

## Storia
Nel 1994 uscì l'omonimo album di debutto della band, con canzoni rock tra cui Banal Na Aso, Santong Kabayo.

### Yano continua
A metà della registrazione del loro terzo album "Tara", Abay ha lottato con la depressione clinica ed è rimasto nella sua camera da letto per circa tre anni. Gancio ha terminato l'album da solo, cantando le tracce vocali per avere delle canzoni dell'album.
Abay è uscito dalla depressione mentre scriveva nuove canzoni inserite nella poesia.  Lui e Badiang formarono un'altra band, i Pan, con il bassista milo Duane Cruz e il batterista Melvin Leyson. Hanno pubblicato il loro album di debutto intitolato Parnaso ng Payaso nel 2003. Si sono successivamente sciolti perché Abay è tornato a scuola all' University of the Philippines Diliman.  Ha pubblicato Sampol, un EP, nel 2005, che è poi rinato con il nome Flipino ed è stato pubblicato a maggio del 2006.  Badiang suonava il basso per la band folk / rock filippina Asin.

### Yano a Davao
Gancio è tornato in patria a Davao dopo aver terminato la registrazione del terzo album Tara nel 1998. Nel 2004 ha pubblicato il suo album da solista Sa Bandang Huli (At the Very End).  Gancio suonava tutti gli strumenti nel suo album indie e aveva mixato la musica a casa sua in un PC basato su software . Nel 2007, Gancio ha portato nella band il bassista Dave Ibao e il batterista Jan Najera. Ha detto che avrebbe pubblicato un album, che, secondo Gancio, sarebbe stato il "quarto album di Yano" invece che il suo secondo album. Quindi, nel 2013, Yano ha pubblicato un quarto album intitolato Talâ (Star) sotto la Yano Records. La band vive ancora a Davao City.
A settembre del 2014, Yano ha pubblicato il suo quinto album Ya Hindi No sotto la Yano Records.  Yano l'ha lanciato durante il P FEST UK l'ultima settimana dello stesso mese a Leeds e Romford. Lo stesso anno, Ronald Madarang è stato rimosso dalla band e l'anno successivo, nel 2015, Ej Santos è diventato il nuovo batterista.

## Musica
La musica di Yano è una fusione di elementi occidentali nella musica etnica filippina.  È nota anche per i suoi temi politici e sociali. Le loro canzoni condannano gli ipocriti religiosi come in Banal Na Aso, Santong Kabayo ( tagalog per Holy Dog, Saintly Horse ), i politici corrotti in Trapo ( acronimo colloquiale e peggiorativo per "politici tradizionali", che letteralmente si traduce anche in "straccio di polvere" ), il gergo dell'élite filippina in Coño Ka P're ("You're a coño ") e i capitalisti violenti in Mc'Jo (che allude alle catene di fast food McDonald's e Jollibee).
Le canzoni di Yano raccontano anche la situazione della società filippina negli anni '90. Kumusta Na? ("Come stai?") discute la condizione delle masse filippine dopo la Rivoluzione EDSA del 1986, mentre la novità stilistica della canzone Kaka racconta la storia di una persona di nome Kaka, che ha difficoltà a trovare le cose nel buio dopo un'interruzione di corrente, un riferimento ai frequenti black out nelle Filippine durante i primi anni '90. La canzone Bawal ("proibito") parla degli effetti di regole o leggi con restrizioni eccessive al punto da portare alla soppressione della libertà e dell'amore. Abno, nota anche come Abnormal Environmental, affronta il tema dell'ambiente mentre Kaklase ("Compagno di classe") si concentra sugli studenti che subiscono maltrattamenti da parte dei loro insegnanti. Un'altra canzone di rilevanza sociale, Mercy, racconta la storia di un pazzo venditore ambulante nelle Filippine noto come taong grasa ("persona grassa").

## Discografia

### Album in studio
| Anno | Titolo       | Etichetta                                      |
| ---- | ------------ | ---------------------------------------------- |
| 1994 | Yano         | Alpha Records e poi ristampato da BMG nel 1998 |
| 1996 | Bawal        | Alpha Records e poi ristampato da BMG nel 1998 |
| 1997 | Tara         | BMG                                            |
| 2001 | Best of Yano | BMG                                            |
| 2013 | Tala         | Yano Records                                   |
| 2014 | Ya Hindi No  | Yano Records                                   |

## Singoli
- Banal Na Aso, Santong Kabayo (Parody Cover By Parokya Ni Edgar As "Chikinini")
- Esem
- Tsinelas

## Premi
| Anno | Award Giving Body | Categoria                                       | Nom     | Risultato |
| ---- | ----------------- | ----------------------------------------------- | ------- | --------- |
| 1994 | NU Rock Awards    | Miglior Nuovo Artista (condiviso con The Youth) | N/A     | Vinto     |
| 1996 | NU Rock Awards    | Album con miglior packaging                     | "Metro" | Vinto     |